# 纳尔凯德
纳尔凯德（Narkhed），是印度马哈拉施特拉邦那格浦尔县的一个城镇。总人口21536（2001年）。

## 人口
该地2001年总人口21536人，其中男性11050人，女性10486人；0—6岁人口2582人，其中男1351人，女1231人；识字率72.14%，其中男性为77.38%，女性为66.61%。